# Ван Крой, Вито
Вито ван Крой (нидерл. Vito van Crooij; род. 29 января 1996 года, Венло, Нидерланды) — нидерландский футболист, нападающий клуба НЕК.

## Клубная карьера
Ван Крой — воспитанник футбольного клуба ВВВ-Венло, в составе которого дебютировал в возрасте 18 лет. За основной состав впервые сыграл 9 марта 2014 года в матче Эрстедивизи против «Ахиллеса», выйдя на замену на 55-й минуте вместо Данни Поста. С сезона 2014/15 — игрок основной команды. Первый гол в карьере забил 28 октября 2014 года в кубковой игре с МВВ. В ноябре подписал контракт с клубом на 2,5 года с возможность продления ещё на два сезона. 13 февраля 2015 года забил первый гол в чемпионате, поразив ворота «Алмере Сити». Всего в сезоне забил три гола в 31 матче чемпионата.
В сезоне 2015/16 он забил 13 голов и сделал 8 ассистов, играя на позиции левого нападающего, и помог команде занять второе место в чемпионате, но за выход в высший дивизион ВВВ уступил на стадии второго раунда плей-офф. По итогам сезона 2015/16 ван Крой был одним из претендентов на звание лучшего молодого игрока Эрстедивизи, но его опередил Дензел Дюмфрис.
13 июля 2018 года перешёл в ПЕК Зволле, подписав с клубом четырёхлетний контракт.
25 августа 2020 года вернулся в ВВВ-Венло.
25 июня 2021 года подписал трехлетний контракт с роттердамской «Спартой». 14 августа 2022 года забил самый быстрый гол в истории Эредивизи — после восьми секунд в ворота АЗ.